# Manhattan Transfer
Pour les articles homonymes, voir Manhattan Transfer (homonymie).
Manhattan Transfer (titre original : Manhattan Transfer) est un roman de John Dos Passos publié en 1925.
L'œuvre occupe le 78e rang au classement des cent livres du siècle établi en 1999 par la Fnac et le journal Le Monde.

## Résumé
Le roman dresse un tableau de Manhattan durant le premier quart du XXe siècle, en suivant des individus d'origines complètement différentes, dont les vies s'entrecroisent : l'avocat et homme politique George Baldwin, l'actrice Ellen Thatcher, le journaliste Jimmy Herf, le marin Congo Jake, etc.

## Analyse
D'un point de vue stylistique, l'œuvre est caractérisée par la technique d'écriture expérimentale dite du courant de conscience (collage notamment), inspirée de James Joyce et T. S. Eliot, que Dos Passos développera dans la trilogie U.S.A.
L'œuvre est considérée comme l'une des plus importantes de Dos Passos par Sinclair Lewis, D. H. Lawrence ou Ernest Hemingway.

## Influences
C'est en s'inspirant du nom de ce roman et pour afficher ses origines new-yorkaises que Tim Hauser a créé en 1969 The Manhattan Transfer, un groupe vocal de doo-wop, de jazz « léger » et cabaret américain.